# 長宗我部能重
長宗我部 能重（ちょうそかべ よししげ）は室町時代初期（南北朝時代）の武士。

## 人物
兼綱の子。その跡を継いで当主となる。実弟に常忠、寂照、明眼らがいる。
土佐中部に所領を持つ豪族的領主で、室町幕府黎明期に土佐へ入ってきた細川氏に従う。土佐岡豊付近にある坂折山に隠渓寺定光庵を開基した。
跡を子の元親（15代）が継いだ。